# パトローネ

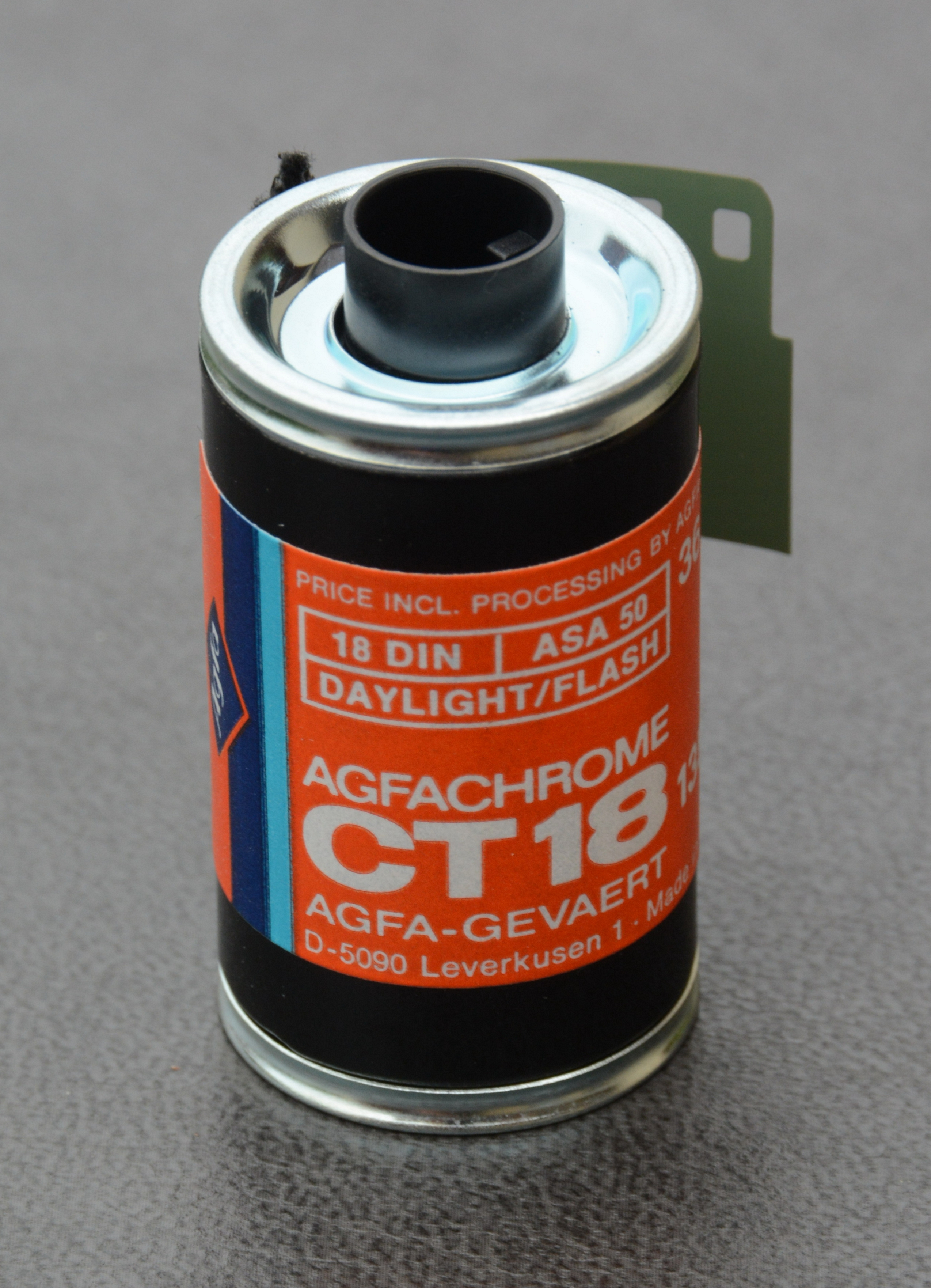
パトローネの典型例。フィルムの出口に遮光布が張られ、円筒の上下を蓋してあり、中心には写真機と連動するしくみのスプールがあり、内部にフィルムが巻いてある。使い捨てである（写真1）。

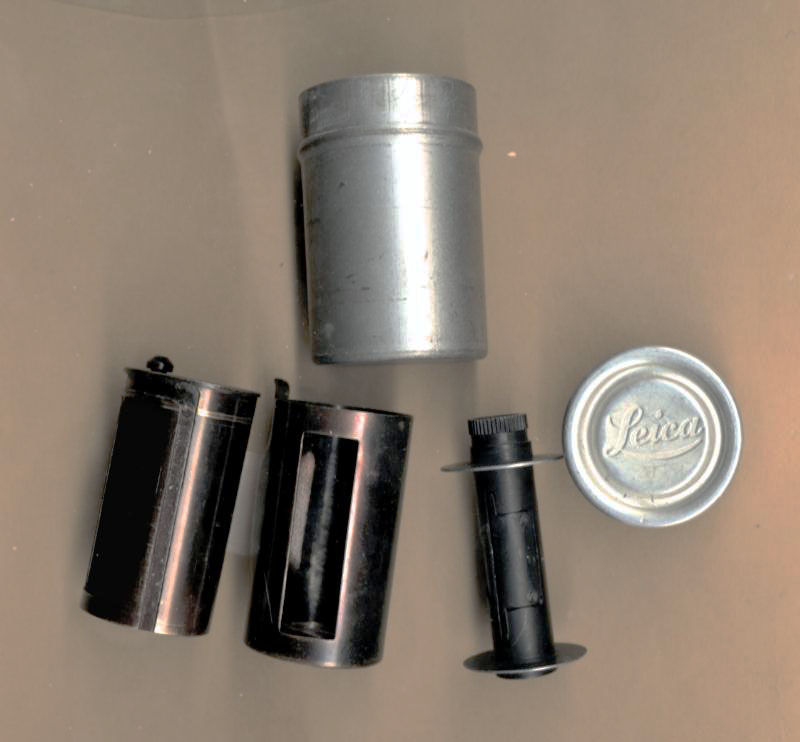
ライカ、コンタックス用のパトローネフィルカ（1936年発売）。

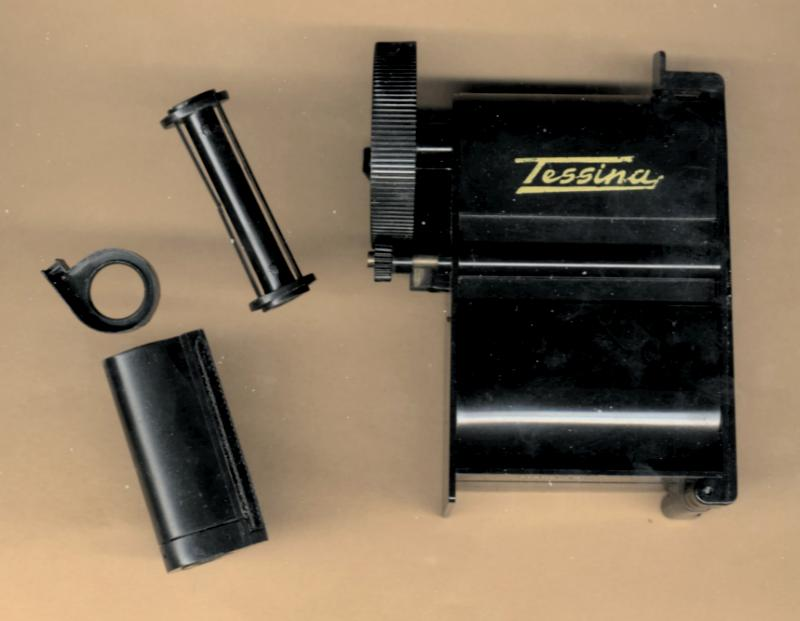
超小型35mmフィルム写真機テッシナの専用パトローネとフィルムローダー。

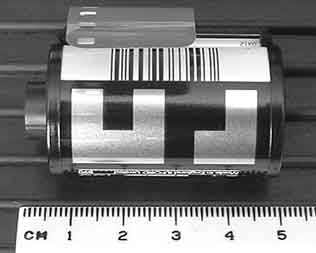
上・DXバーコード、下・DX CASコード。

パトローネ（ドイツ語: Filmpatrone）は、写真機にフィルムをそのまま装填できる円筒形の容器である。とくに写真用35mmフィルム（135フィルム）用のものを指し、英語由来の外来語フィルムカートリッジ（英語: film cartridge）、あるいはフィルムカセット（英語: film cassette）は、それ以外のものを含めたカートリッジ式（カセット式）のロールフィルム全般の容器を指す。たんにカートリッジ、カセットともいう。ドイツ語で単に「Patrone」とだけ言った場合、現代では専ら「弾薬」を示すので注意されたい。
本項では、パトローネを中心にフィルムカートリッジ（フィルムカセット）全般について詳述する。
フィルムマガジンは基本的には写真機の部品・付属品であり、写真機のフィルムバックと同等であらかじめフィルムを充填して用意し、撮影の現場で交換可能、繰り返し使用するものであり、それぞれの項目を参照のこと。映画の撮影機のマガジン部については、カメラマガジンを参照。

## 略歴・概要
1913年（大正2年）の最初の試作機を経て1925年（大正14年）に発売されたドイツの写真機「ライカ」は、映画用フィルムのスタンダードであった35mmネガフィルムを短く切り出し、スプールに巻いて使用していたが、まずアグフア（現在のアグフア・ゲバルト）が1932年（昭和7年）、世界で初めてパトローネに詰めた形で生フィルムを売り出した。1934年（昭和9年）、ドイツコダック（かつてのナーゲル、1931年買収）が開発したライカ判写真機「レチナ」とともに、コダックが発表したフィルム規格が「135フィルム」であり、これが現在の「パトローネ入り35mmネガフィルム」である。
パトローネ（135フィルムカートリッジ）は、写真1のように円筒状になっており、その上下には金属製の蓋がはめ込まれている。フィルムが容器から引っ張り出される出口には遮光布が張られており、感光を防いでいる。円筒の中心には、写真機と連動するしくみのスプールが貫かれており、内部にフィルムが巻いてある。基本的には、同一規格のパトローネ入りフィルムであれば、135フィルム用のどの写真機にも共通して使用可能である。パトローネの利点は、写真機へのフィルムの装填、および取り出しに際して、暗室での作業を必要とせず、不必要な露光の心配のない点である。
コダックの「135フィルム」のパトローネは当初から使い捨てタイプであるが、35mmフィルムを使用する写真機の新しい規格とともに、独自のパトローネの規格を発表することが、写真史上、その後もいくつかあった。ライカは、1935年（昭和10年）には、真鍮製で繰り返し使用が可能なパトローネ「フィルカ」を発売している。アグフアが1936年（昭和11年）に発表したカラットフィルム、第二次世界大戦後、1964年（昭和39年）に合併してアグフア・ゲバルトとなって、同年発表したその後継規格としてのラピッドフィルムである。1958年（昭和33年）の東ドイツ（現在のドイツ）のORWOが発表したSLフィルムも同様である。
1957年（昭和32年）には、スイスで開発された超小型の35mm二眼レフ写真機「テッシナ」が発表になり、「135フィルム」を巻きなおす形式の専用パトローネが付属した。
1983年（昭和58年）、コダックがフィルム感度（ISO感度）や枚数情報を写真機に伝達するために「135フィルム」のパトローネ側面に印刷する、市松模様のコードの規格「DXコード」（DX CASコード）を発表、多くのフィルム製造企業が採用した。ローライの135フィルムは、パトローネ側面が同コードに対応しておらず、手動でISO感度設定を行う必要がある。
1996年（平成8年）4月に製造販売が開始された「APSフィルム」（アドバンストフォトシステム）では、「135フィルム」のようにパトローネ（カートリッジ）側面にコードが印刷されておらず、フィルムに磁気が塗布されておりその磁気面に、撮影時の設定、日付・時間、プリントサイズ・枚数指定、コメント等が記録される。

## フィルムカートリッジ全般

### ロールフィルム

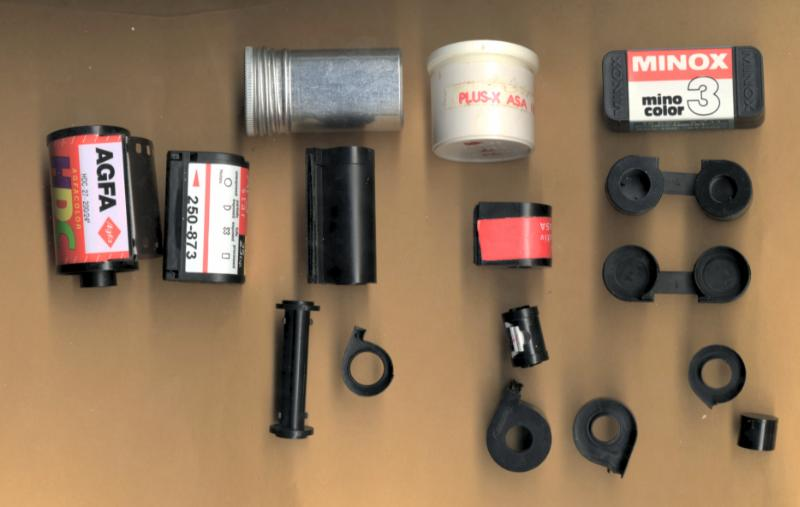
左から順に、135フィルム、APSフィルム、テッシナ、エディクサ16、ミノックスのフィルムカートリッジ（カセット）。

パトローネ入りの「135フィルム」の登場以降に発表された、それよりもフィルム幅の小さな超小型写真のためのフィルムは、使い捨てタイプで、フィルムの送出側・巻取側の両方が一体となったフィルムカートリッジが主流であった。
1938年（昭和13年）に発表された超小型写真機ミノックスの専用フィルムは、小型映画用の9.5mmフィルムを、専用カートリッジに詰めたもので、カートリッジを写真機に装填して撮影、撮りきり後もフィルムを巻き戻す必要がなく、カートリッジを取り外して現像に出す。1947年（昭和22年）に出現したコーナン16やその後継機のミノルタ16、マミヤ16の専用フィルムも16mmフィルムを専用カートリッジに詰めたもので、ミノックスと同様のシステムである。
1963年（昭和38年）にコダックが発表したインスタマチックシステムのための「126フィルム」も、ミノックス同様、一体型カートリッジに35mmフィルムよりもやや幅の狭いフィルムを詰めたものであった。その後継として同社が1971年（昭和46年）に発表したポケットインスタマチックシステムのための「110フィルム」は、16mmフィルムを一体型カートリッジに詰めたものであった。

### シートフィルム
ポラロイドやフォトラマ等のインスタントフィルムは、シートフィルムと印画紙が一体化したものであり、10枚あるいは12枚を1つのカートリッジに詰めたものを「パックフィルム」と呼ぶ。
1982年（昭和57年）にコダックが発表したディスクフィルムは、これまでのロールフィルムと異なり、直径65mmの円形シートフィルムに放射線状に15フレームがついたもので、平面状のカートリッジに包まれたものであった。

## ギャラリー

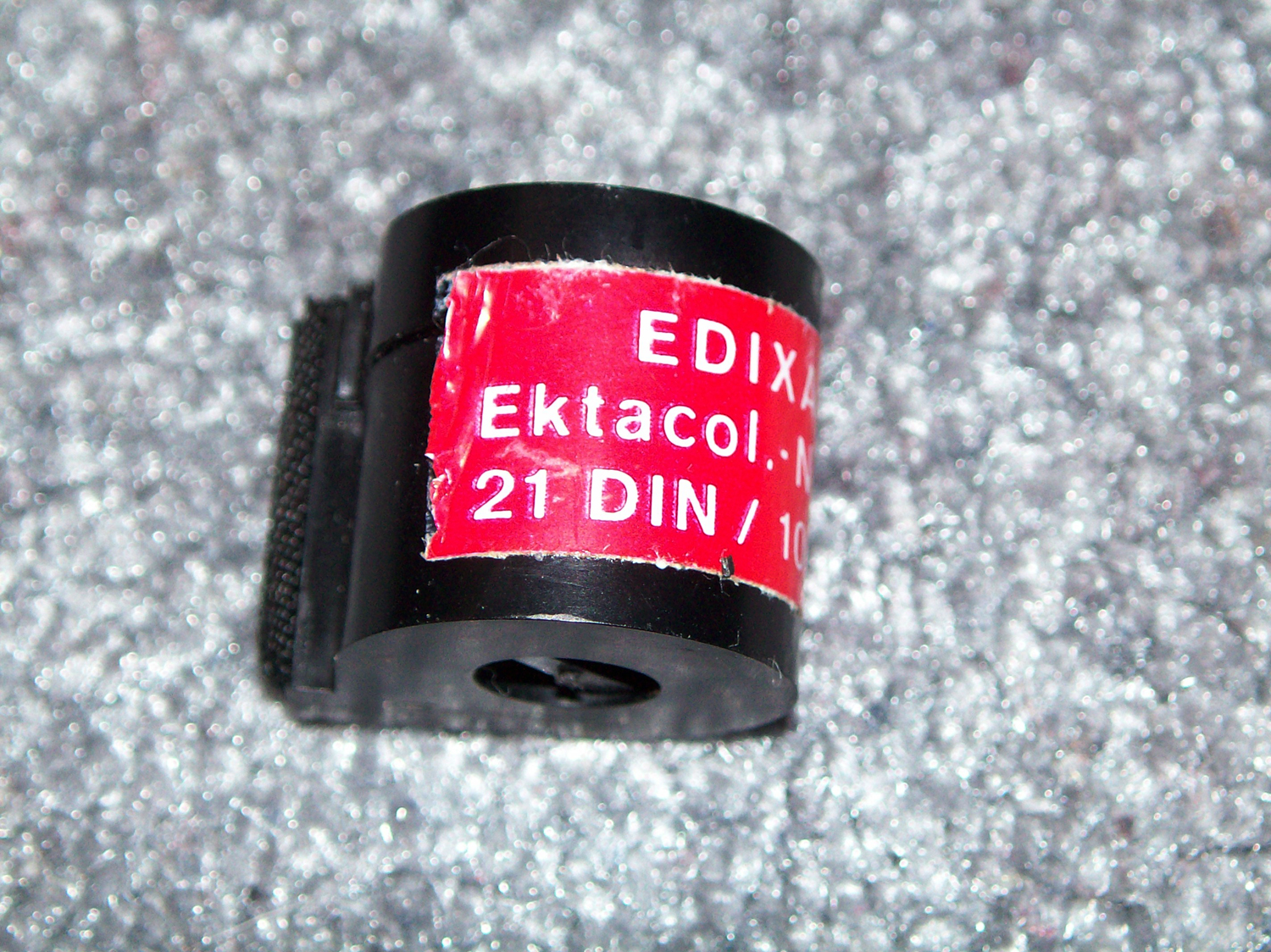
エディクサ16（英語版）の超小型カートリッジ。
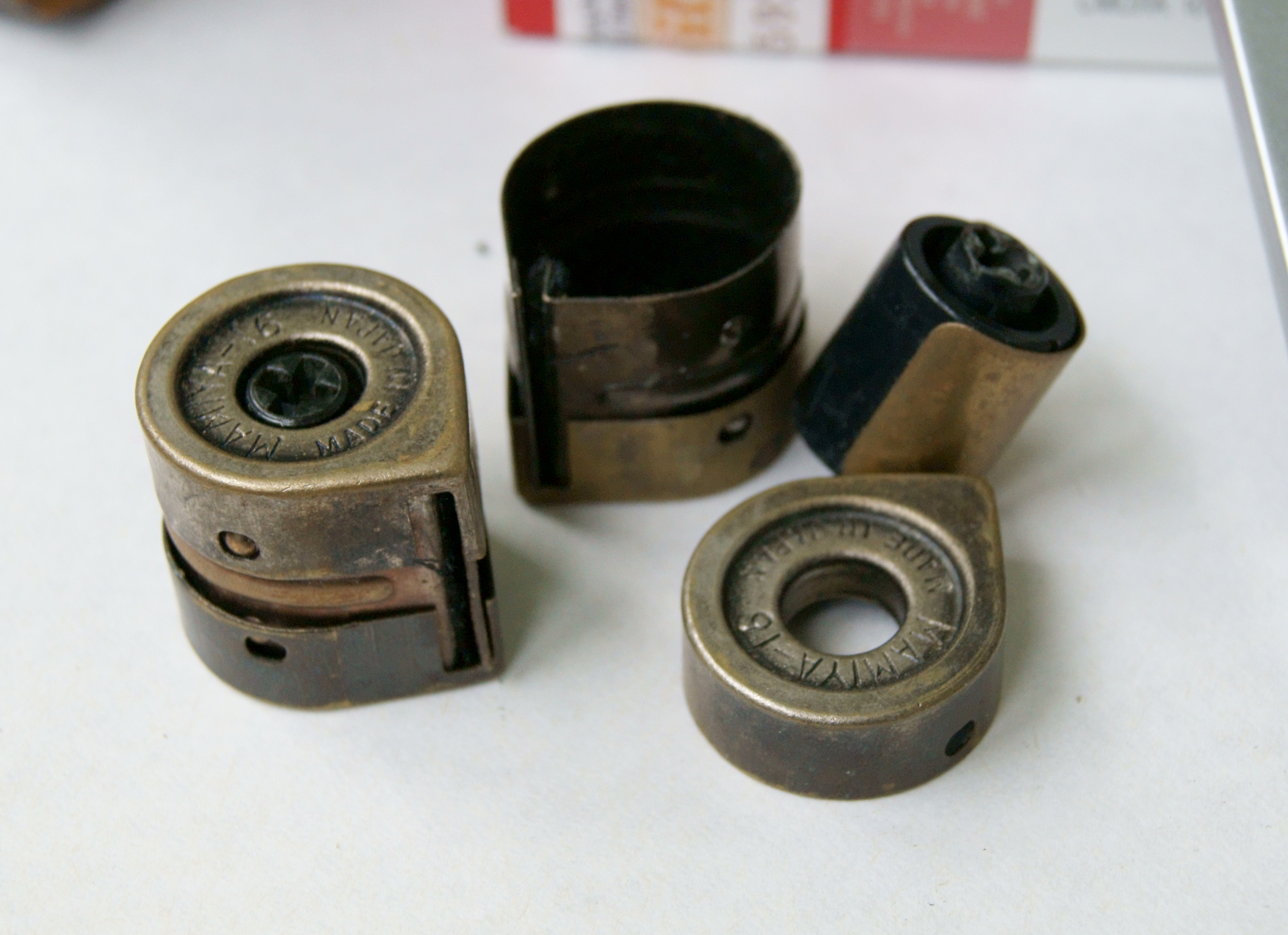
マミヤスーパー16の専用カートリッジ。
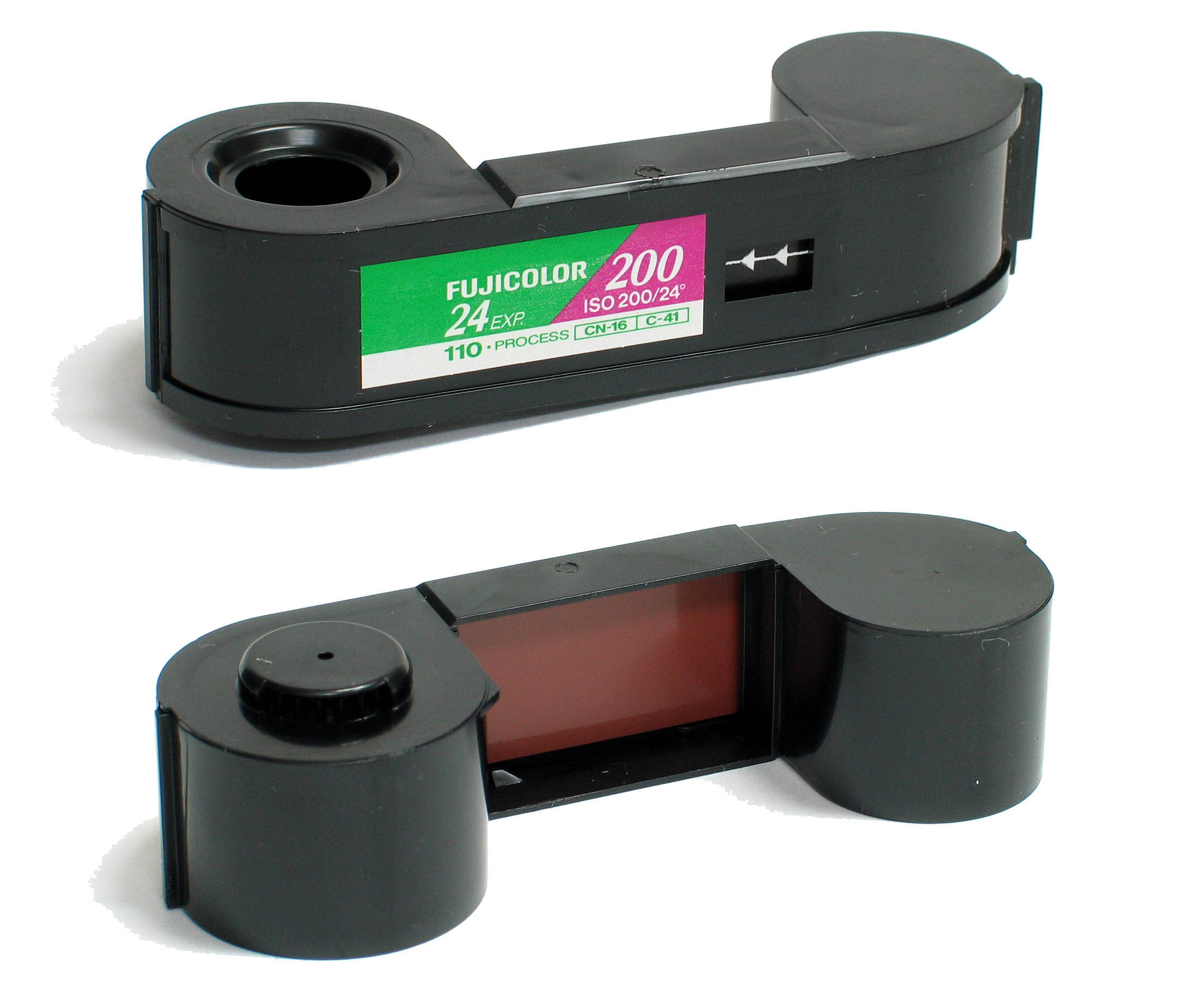
110フィルムの一体型カートリッジ。
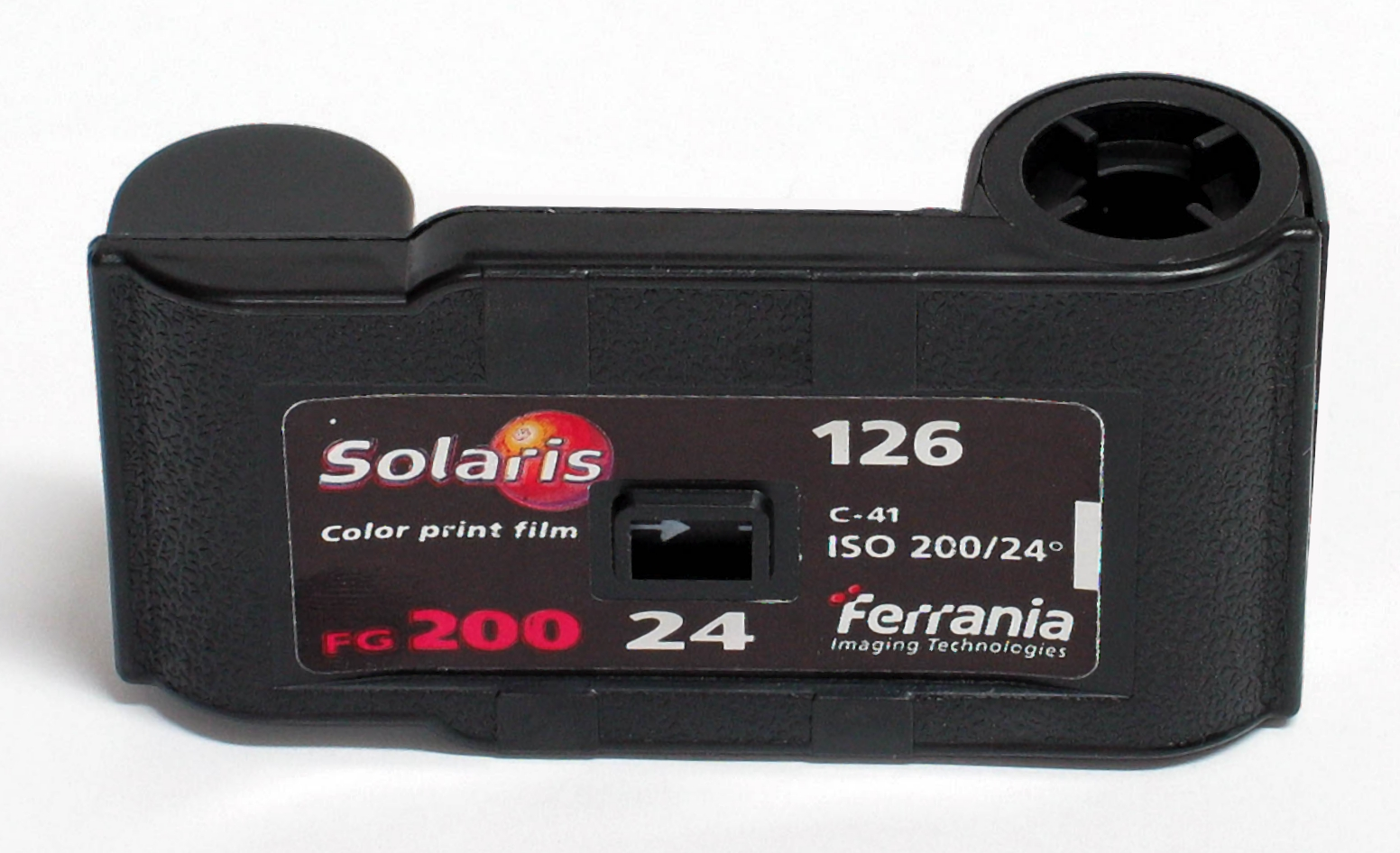
126フィルムの一体型カートリッジ。
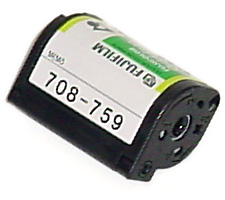
APSフィルムのパトローネ型カートリッジ。
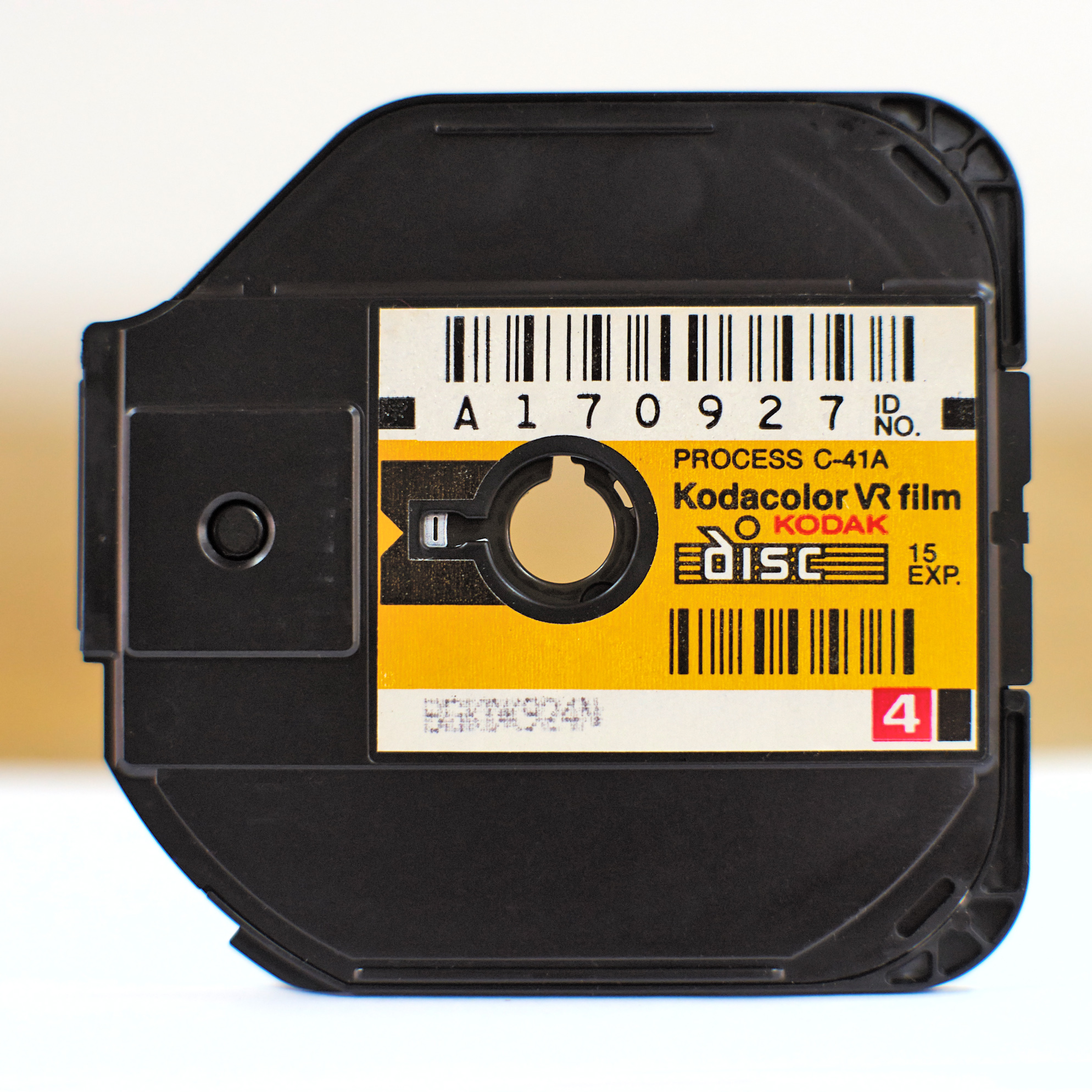
コダックディスクフィルムの平面型カートリッジ（1982年発売）。
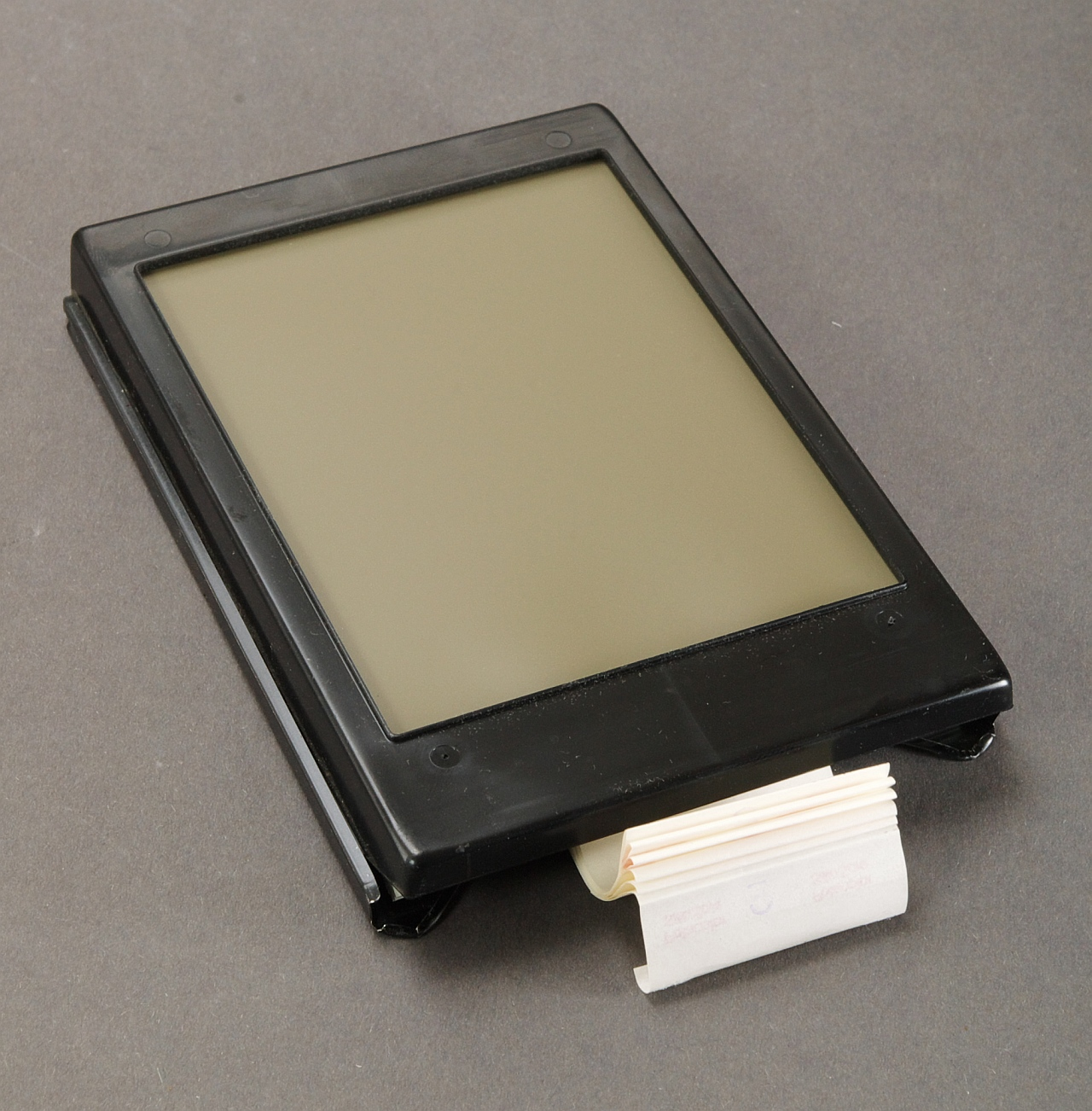
ポラロイドのパックフィルムのカートリッジ。
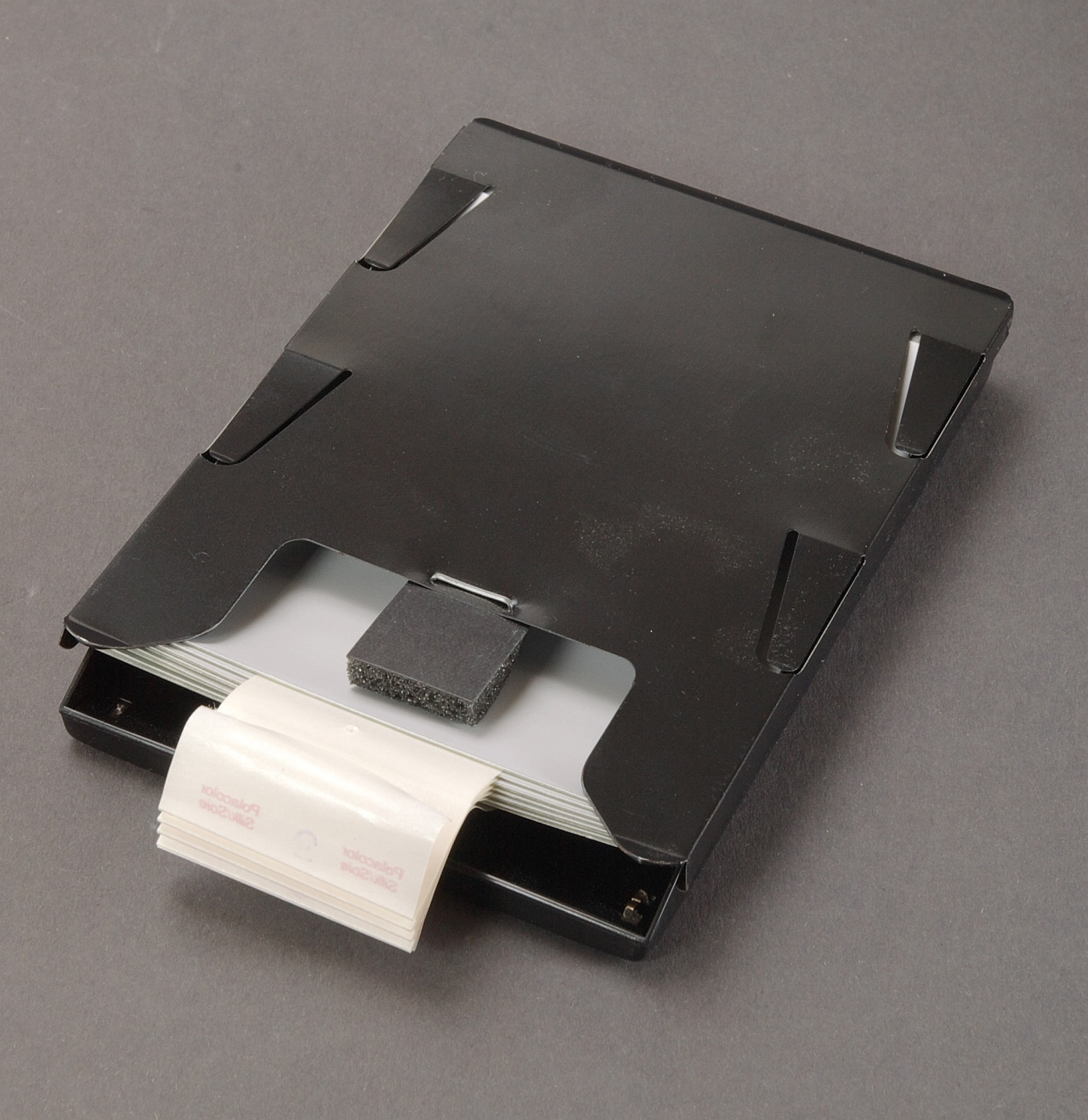
同裏側。